# 埃尔梅特
埃尔梅特（古布立吞语：Elmet），又称埃尔费德、埃尔梅德，是一个独立的凯尔特布立吞人王国，其居民使用坎伯兰语，存在于约4世纪—7世纪中叶。
埃尔梅特的人民在随后几个世纪中仍作为一个被明确认知的凯尔特布立吞人群体存续于后来称为约克郡西瑞丁的地区的较小一部分，即今西约克郡、南约克郡和德比郡北部。